# تاپاکا
تاپاکا (به اسپانیایی: Volcán Taapacá) یک کوه و آتشفشان در شیلی است که در پاریناکوتا واقع شده‌است. تاپاکا ۵٬۸۶۰ متر بالاتر از سطح دریا واقع شده‌است.